# Rafael Fernandes (calciatore)
Rafael Tavares Gomes Fernandes (Setúbal, 28 giugno 2002) è un calciatore portoghese, difensore dei Rangers, in prestito dal Lilla.

## Carriera

### Club
Prodotto del settore giovanile dello Sporting Lisbona dal 2010, ha iniziato a giocare con la squadra B nella stagione 2021-22. L'11 luglio 2022 si è trasferito all'Arouca in Primeira Liga firmando un contratto di 3 anni. Ha fatto il suo debutto fra i professionisti il 5 agosto 2022 entrando in campo a fine primo tempo nella sconfitta per 4-0 in Primeira Liga contro il Benfica.

### Nazionale
Fernandes è stato membro delle selezioni giovanili portoghesi, avendo giocato con U18 e U20.

## Statistiche

### Presenze e reti nei club
Statistiche aggiornate al 13 aprile 2025.
| Stagione        | Squadra            | Campionato      | Campionato | Campionato | Coppe nazionali | Coppe nazionali | Coppe nazionali | Coppe continentali | Coppe continentali | Coppe continentali | Altre coppe | Altre coppe | Altre coppe | Totale | Totale | Totale |
| Stagione        | Squadra            | Comp            | Pres       | Reti       | Comp            | Pres            | Reti            | Comp               | Pres               | Reti               | Comp        | Pres        | Reti        | Pres   | Reti   |        |
| --------------- | ------------------ | --------------- | ---------- | ---------- | --------------- | --------------- | --------------- | ------------------ | ------------------ | ------------------ | ----------- | ----------- | ----------- | ------ | ------ | ------ |
| 2021-2022       | Sporting Lisbona B | TL              | 2          | 0          | -               | -               | -               | -                  | -                  | -                  | -           | -           | -           | 2      | 0      |        |
| 2022-2023       | Arouca             | PL              | 2          | 0          | CP+Cdl          | 0+1             | 0               | -                  | -                  | -                  | -           | -           | -           | 3      | 0      |        |
| 2023-gen. 2024  | Arouca             | PL              | 11         | 0          | CP+Cdl          | 0+3             | 0               | UECL               | 0                  | 0                  | -           | -           | -           | 14     | 0      |        |
| Totale Arouca   | Totale Arouca      | Totale Arouca   | 13         | 0          |                 | 4               | 0               |                    | 0                  | 0                  |             | -           | -           | 17     | 0      |        |
| feb.-giu. 2024  | Lille 2            | N3              | 2          | 0          | -               | -               | -               | -                  | -                  | -                  | -           | -           | -           | 2      | 0      |        |
| 2024-gen. 2025  | Lille 2            | N3              | 3          | 0          | -               | -               | -               | -                  | -                  | -                  | -           | -           | -           | 3      | 0      |        |
| Totale Lille 2  | Totale Lille 2     | Totale Lille 2  | 5          | 0          |                 | -               | -               |                    | -                  | -                  |             | -           | -           | 5      | 0      |        |
| 2024-gen. 2025  | Lilla              | L1              | 0          | 0          | CF              | 0               | 0               | UCL                | 0                  | 0                  | -           | -           | -           | 0      | 0      |        |
| Totale Lille    | Totale Lille       | Totale Lille    | 0          | 0          |                 | 0               | 0               |                    | 0                  | 0                  |             | -           | -           | 0      | 0      |        |
| gen.-giu. 2025  | Rangers            | SP              | 3          | 0          | CS              | 1               | 0               | UEL                | 0                  | 0                  | -           | -           | -           | 4      | 0      |        |
| Totale carriera | Totale carriera    | Totale carriera | 23         | 0          |                 | 5               | 0               |                    | 0                  | 0                  |             | -           | -           | 28     | 0      |        |